# Machaeropterus deliciosus
El saltarín alitorcido (en Ecuador) (Machaeropterus deliciosus), también denominado saltarín relámpago (en Colombia) o manaquín delicioso, es una especie de ave paseriforme perteneciente al género Machaeropterus de la familia Pipridae. Es nativo del noroeste de América del Sur. 
Es conocido por hacer un sonido sin abrir su pico, solamente al abrir sus alas y golpearlas entre ellas alrededor de unas 107 veces por segundo, supuestamente por la forma de sus plumas número 6 y 7 que le daría su nombre al estar torcida, la pluma número 6 tiene la forma de un peine, este sistema le permite atraer a la hembra haciendo un sonido agudo con sus alas.

## Distribución y hábitat
Se distribuye por la pendiente occidental de los Andes en el suroeste de Colombia (al sur desde Risaralda) y oeste de Ecuador (al sur hasta Pichincha, también en El Oro y oeste de Loja).
Esta especie es considerada localmente bastante común en su hábitat natural: el sotobosque de selvas montanas bajas, de piedemonte y bosques secundarios entre 400 y 1600 m s. n. m. de altitud, localmente más bajo fuera de la temporada reproductiva.

## Sistemática

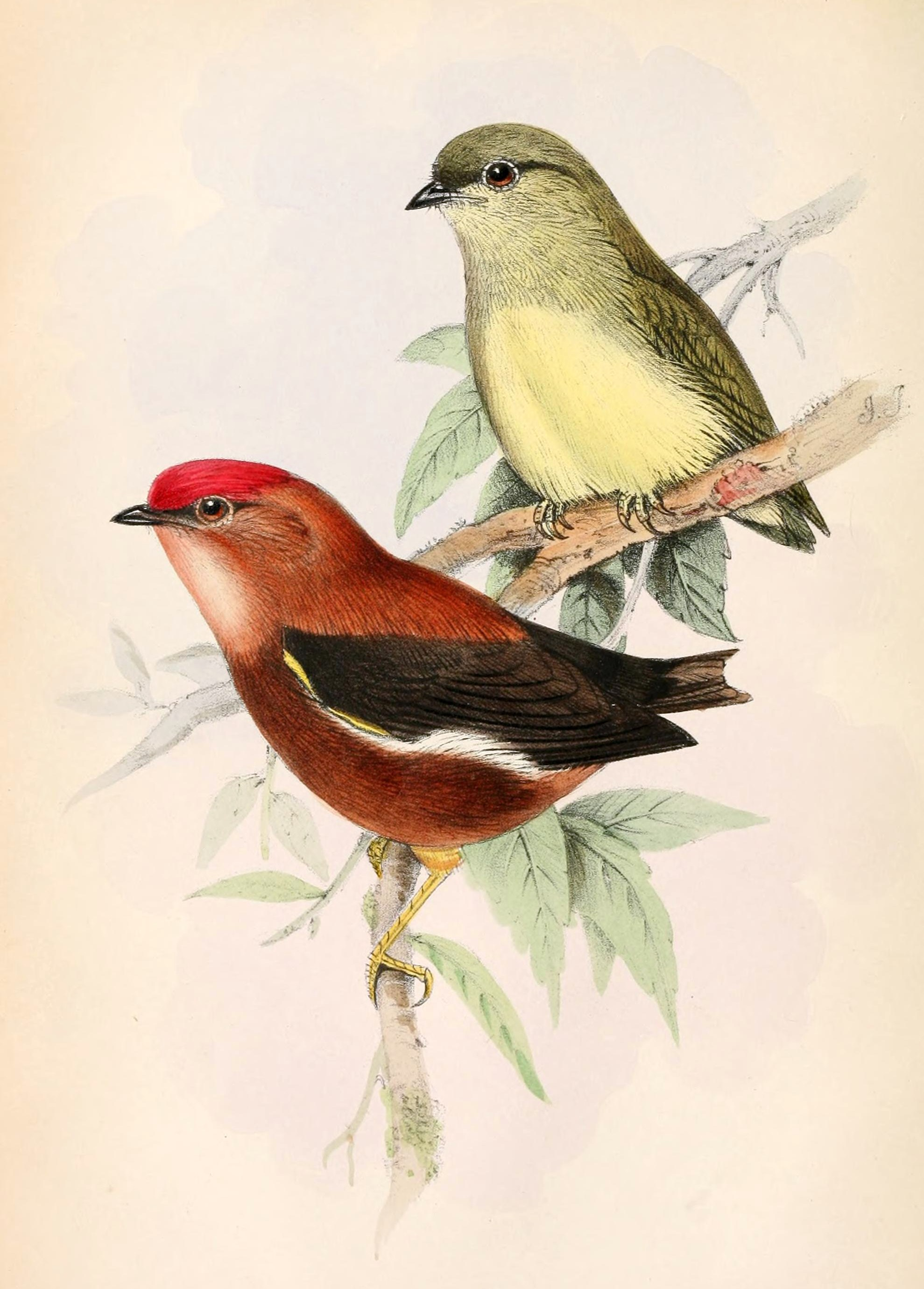
Machaeropterus deliciosus, macho y hembra, ilustración de Jennens para The Ibis, 1862.

### Descripción original
La especie M. deliciosus fue descrita por primera vez por el zoólogo británico Philip Lutley Sclater en 1852 bajo el nombre científico Pipra deliciosa; su localidad tipo es: «Nanegal, Quito, Ecuador».

### Etimología
El nombre genérico femenino «Machaeropterus» se compone de las palabras del griego «μαχαιρα makhaira» que significa ‘cuchillo’, ‘daga’, y «πτερος pteros» que significa ‘de alas’; y el nombre de la especie «deliciosus», en latín significa ‘delicioso’.

### Taxonomía
Anteriormente fue separada en un género monotípico Allocotopterus con base en las plumas secundarias altamente modificadas, pero otros congéneres muestran modificacón similar, a pesar de que menos extremada. Es monotípica.